# Monique Vlaminck-Moreau
Pour les articles homonymes, voir Vlaminck et Moreau.
Monique Vlaminck-Moreau, né à Pont-à-Celles le 9 septembre 1949 est une femme politique belge, membre d'Ecolo.

Elle est licenciée en Philologie romane (ULg, 1972); professeur de français à l'Athénée de Tamines, à l’École normale de Mons, au Lycée Vauban de Charleroi, enfin nommée à l’Athénée de Pont-à-Celles.

## Carrière politique
- conseillère provinciale de la province de Hainaut (1991-1999)
- députée wallonne (1999-2004)